# Йозеф Беран
Йозеф Беран (чеськ. Josef Beran; 29 грудня 1888, Пльзень, Австро-Угорщина — 17 квітня 1969, Рим, Італія) — Архієпископ Празький з 1946 року, кардинал з 1965 року. Найвищий чеський сановник Римо-католицької церкви протягом двадцяти років.

## З життєпису

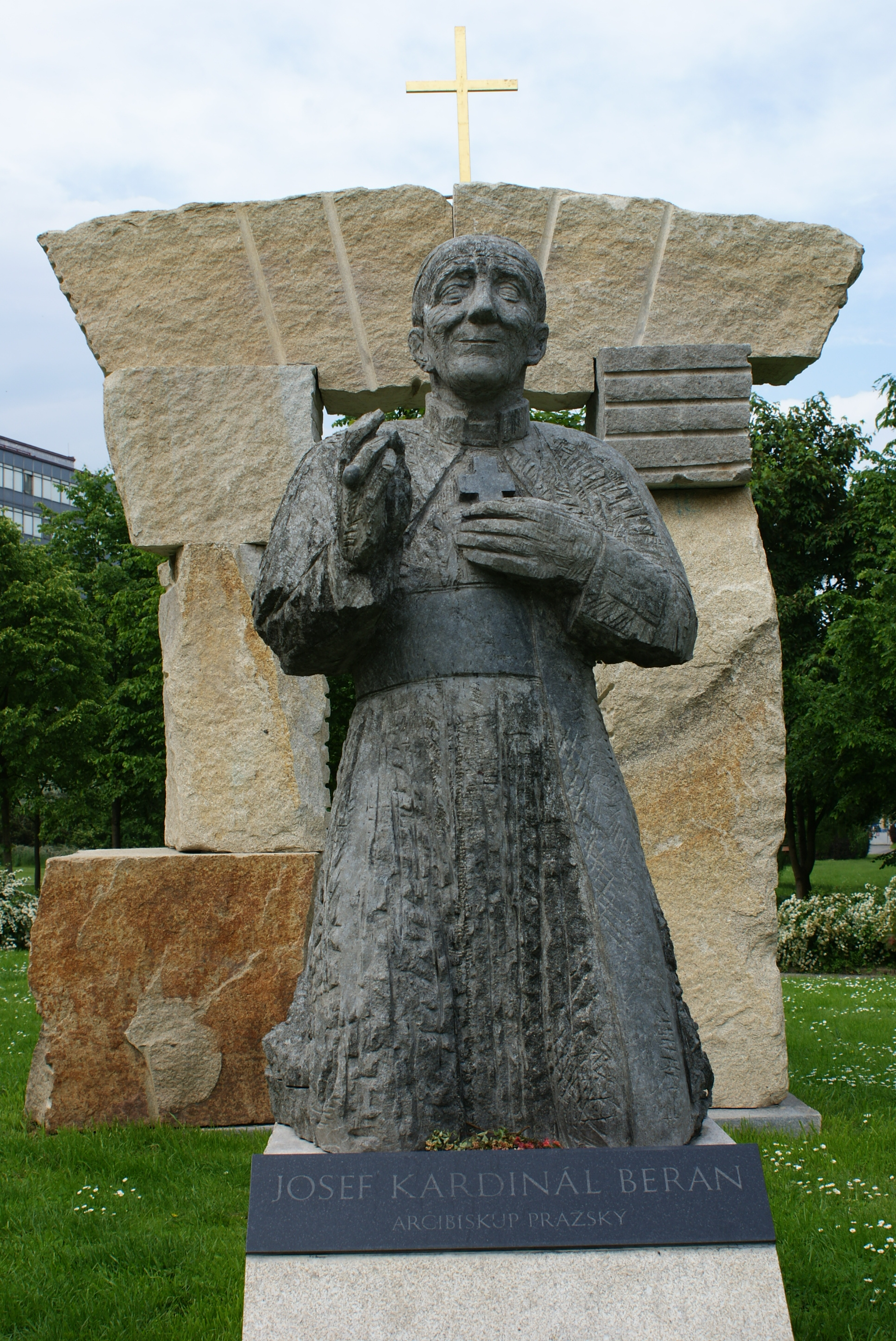
Статуя Йозефу Берану біля Католицького факультету в Празі

Беран був професором теології у Карловому університеті, Прага, з 1928 до листопада 1939 року, коли нацисти закрили усі чеські університети. Наприкінці 1940 року єпископа Берана було заарештовано і вивезено до Німеччини. У 1942–1945 роках він перебував у концентраційному таборі Дахау. Після звільнення та повернення до Праги Берана призначають празьким архієпископом. З приходом до влади комуністичного режиму, Берана було ізольовано, а потім ув'язнено. У 1949–1962 роках перебував в ув'язненні, часто переводився з однієї в'язниці до іншої. 1962 року Берана було визнано першим в'язнем сумління. 1963 року він був звільнений, але жив під наглядом влади неподалік від Праги. В'їжджати до столиці Берану було суворо заборонено. 1965 року отримав дозвіл на виїзд до Ватикану, після його призначення кардиналом. У своєму виступі перед Другим Ватиканським собором Беран відстоював виправдання Яна Гуса. Повернення до Чехословаччини Берану було заборонено комуністичною владою.
Помер в Римі 1969 року.